# Ugoda palczyńska
Ugoda palczyńska – ugoda zawarta w listopadzie 1665 roku, w czasie rokoszu Lubomirskiego pomiędzy Jerzym Sebastianem Lubomirskim a siłami króla. Ugoda ta nie zakończyła buntu magnata. Traktowana była jako zawieszenie broni podczas którego król czekał na pieniądze francuskie, a Lubomirski na poparcie szlachty.